# Laura Weider (Musikerin)
Laura Weider (* 20. März 1981 in Hilden) ist eine deutsche Musikerin.

## Leben und Werk
Laura Weider spielt seit dem 16. Lebensjahr Klavier. Sie ist nach eigenen Angaben Autodidaktin und tritt als Pianistin solo bei öffentlichen Veranstaltungen auf, die sonst eher von Musikstilen wie Techno oder House dominiert werden, beispielsweise regelmäßig auf dem Fusion Festival, dem Feel Festival oder in der Berliner Bar 25.
Sie komponierte außerdem Musik für verschiedene Theater- und Filmproduktionen, darunter Musik für die Dokumentation Bar25 – Tage außerhalb der Zeit. Vom 14. August 2009 bis 16. August 2009 spielte sie in der Bar 25 40 Stunden am Stück Klavier und erhielt in der Kategorie „Längstes Konzert eines Solokünstlers“ einen Eintrag im Guinness-Buch der Rekorde. Damit brach sie nach wenigen Monaten den Rekord von Chilly Gonzales, der 27 Stunden am Stück konzertierte.
2013 veröffentlichte sie zusammen mit dem Berliner DJ-Duo Robosonic die EP Feldrecord im Zirkus, erschienen bei Stil vor Talent. Weitere Veröffentlichungen sind unter anderem Spring in's Feld (Metanoia), Oregano (mit Acid Pauli, erschienen bei Crosstown Rebels), Shifting Down (Pele & Nico Stojan, erschienen bei Kindisch), The Crayon Incident (Cambuche Records). Sie lebt und arbeitet in Berlin.